# All-New X-Men
 (janvier 2021).
Si vous disposez d'ouvrages ou d'articles de référence ou si vous connaissez des sites web de qualité traitant du thème abordé ici, merci de compléter l'article en donnant les références utiles à sa vérifiabilité et en les liant à la section « Notes et références ».
All-New X-Men est un comic book de l'univers X-Men publié depuis novembre 2012 par Marvel Comics.